# 바실리 레비트
바실리 알렉세예비치 레비트(러시아어: Васи́лий Алексе́евич Леви́т, 1988년 2월 24일~)는 카자흐스탄의 권투 선수, 지도자이다. 올림픽에 2회 참가하여 2016년 하계 올림픽에서 헤비급 은메달을 획득했다. 또한 세계 선수권 대회에서 동메달 2개를 획득했으며 아시아 선수권 대회에서 금메달 3개, 은메달 1개, 동메달 1개를 획득했다.